# Legado en los huesos
Legado en los huesos is een Spaanse film uit 2019, geregisseerd door Fernando González Molina. Het is de verfilming van de tweede roman uit de Baztan-trilogie van de Spaanse schrijfster Dolores Redondo, die zich in en rond de Baztan-vallei afspeelt. De film is sinds 17 april 2020 te zien op Netflix.

## Verhaal
Na de gebeurtenissen in El guardián invisible staat inspecteur Amaia Salazar voor een volgend mysterie. Tijdens een rechtszaak pleegt de verdachte zelfmoord en laat een briefje achter met het woord ‘Tartallo’. Amaia ontdekt dat er meer zelfmoorden zijn geweest, waarbij de slachtoffers dezelfde tekst achterlieten. Amaia gaat op onderzoek uit en komt terecht in een zaak die uiteindelijk heel dichtbij komt.

## Rolverdeling
| Acteur                | Personage                     |
| --------------------- | ----------------------------- |
| Marta Etura           | Amaia Salazar                 |
| Nene                  | Jonan Etxaide                 |
| Leonardo Sbaraglia    | Juez Javier Markina           |
| Francesc Orella       | Fermín Montés                 |
| Imanol Arias          | Padre Sarasola                |
| Benn Northover        | James Westford                |
| Itziar Aizpuru        | Tía Engrasi                   |
| Patricia López Arnaiz | Rosaura Salazar               |
| Alicia Sánchez        | Elena Ochoa                   |
| Eduardo Rosa          | Subinspector Goñi             |
| Angel Alkain          | Iriarte                       |
| Ana Wagener           | Fina Hidalgo                  |
| Pedro Casablanc       | Comisaría General de Pamplona |
| Paco Tous             | Dr. San Martín                |
| Manolo Solo           | Dr. Basterra                  |
| Susi Sánchez          | Rosario                       |

## Ontvangst
Op Rotten Tomatoes geeft 80% van de 5 recensenten de film een positieve recensie, met een gemiddelde score van 5,69/10.